# Dina Ellermann
Dina Ellermann (* 20. Dezember 1980 in Bagdad als Dina Radha’a) ist eine estnische Dressurreiterin.

## Leben
Dina Ellermann wurde in Bagdad als Tochter einer Estin und eines Irakers geboren. Sie ging in Tallinn zur Schule und schloss 2005 ihr Studium in Recreation Management an der Universität Tallinn ab. Mit 11 Jahren begann sie mit dem Reitsport und gehört seit 2008 dem Nationalkader an.
2021 belegte sie bei den Olympischen Sommerspielen in Tokio mit Donna Anna den 49. Platz im Dressur-Einzel.